# Per Pedersen (Radsportler)
Per Johnny Pedersen (* 5. April 1964 in Vestervig, Thisted) ist ein ehemaliger dänischer Radrennfahrer.

## Sportliche Laufbahn
Pedersen war Teilnehmer der Olympischen Sommerspiele 1984 in Los Angeles. Im olympischen Straßenrennen wurde er als 24. klassiert. 1985 gewann er eine Etappe der Internationalen Friedensfahrt. In der Gesamtwertung kam er auf den 46. Platz. 1983 wurde er Zweiter im Etappenrennen Flèche du Sud hinter Hartmut Bölts und gewann einen Tagesabschnitt. 1984 wurde er Dritter der nationalen Meisterschaft im Straßenrennen hinter Kim Eriksen. 1989 wurde er bei den Profis ebenfalls Dritter.
Von 1986 bis 1993 war er als Berufsfahrer aktiv. Er begann seine Karriere als Radprofi im Radsportteam RMO. Pedersen gewann Etappen in der Katalonien-Rundfahrt 1990, in der Vuelta Ciclista a la Comunidad Valenciana 1991 und Algarve-Rundfahrt 1993. In der Piemont-Rundfahrt 1989 wurde er beim Sieg von Claudio Chiapucci Dritter.
Pedersen bestritt alle Grand Tours.
| Grand Tour            | 1989 | 1990 | 1991 | 1992 | 1993 |
| --------------------- | ---- | ---- | ---- | ---- | ---- |
| Vuelta a EspañaVuelta | –    | –    | DNF  | 106  | –    |
| Giro d’ItaliaGiro     | –    | 93   | –    | –    | –    |
| Tour de FranceTour    | 85   | –    | 135  | 92   | DNF  |

## Berufliches
Nach seiner Karriere als Radprofi eröffnete er ein Fahrradgeschäft in der Nähe von Herning.